# Car (revista)
Car é uma revista mensal dirigida aos entusiastas por automóveis publicada originalmente no Reino Unido pela Bauer Media. Edições internacionais são publicadas em diversos países: África do Sul, China, Espanha, Grécia, México e Oriente Médio; no Brasil recebe o título de Car Magazine Brasil, e é editada atualmente pela Editora Maestro. Sob Franquia, a Car Magazine Brasil começou a ser publicada em março de 2008 pela editora Folha de Alphaville até fevereiro de 2009, quando a concessão passou para a Automarket Editora. Em maio de 2013 passou para a Editora Maestro.
A Car Magazine Brasil também é promotora do prêmio CAR Awards, que anualmente escolhe os melhores carros lançados durante o ano.